# John Hawkins Hagarty
Pour les articles homonymes, voir Hagarty.
Ne doit pas être confondu avec John Hegarty.
John Hawkins Hagarty  (17 septembre 1816-27 avril 1900) est un avocat, professeur et juge canadien en Ontario.

## Biographie
Né à Dublin en Irlande, Hagarty étudie au Trinity College de Dublin pendant un an avant d'émigrer dans le Haut-Canada en 1834. Il étudie ensuite le droit dans le cabinet d'avocats de George Duggan (en) à Toronto. Appelé au Barreau du Haut-Canada en 1840, il s'associe avec John Willoughby Crawford (en). De 1852 à 1855, il enseigne à l'Université de Trinity College de Toronto et est nommé juge en 1856.
Il occupe divers fonction en tant que juge pendant 41 ans dont:
- Juge puîné de la Cour des plaidoyers communs (1856-1862)
- Juge de la Cour du Banc de la Reine (1862-1868)
- Juge en chef de la Cour des plaidoyers communs (1868-1878)
- Juge en chef de la Cour du Banc de la Reine (1878–1884)
- Président de la cour d'appel et juge en chef de l'Ontario (1884-1897)

Il est fait chevalier lors du jubilée de diamant de 1897 et prend sa retraite la même année.